# Finales de la NBA de 2014
Las Finales de la NBA de 2014 fueron las series definitivas de los playoffs del 2014 siendo la conclusión de la temporada 2013-14 de la NBA. El título lo disputaron, al mejor de siete partidos, San Antonio Spurs por la Conferencia Oeste y Miami Heat por la Conferencia Este. Por primera vez desde las finales de 1984, el formato será 2-2-1-1-1, alternando la pista de los finalistas en los tres decisivos enfrentamientos. Las series comenzaron el 5 de junio y finalizaron el 15 de junio con los San Antonio Spurs ganando el quinto título de su historia con una victoria de 4-1 en la serie.

## Enfrentamientos Previos en Temporada Regular
| Reportaje   | Fecha      | Equipos                      | Resultado | Lugar                                      |
| ----------- | ---------- | ---------------------------- | --------- | ------------------------------------------ |
| Reportaje 1 | 26/01/2014 | Miami Heat-San Antonio Spurs | 113-101   | AmericanAirlines Arena, en Miami (Florida) |
| Reportaje 2 | 06/03/2014 | San Antonio Spurs-Miami Heat | 111-87    | AT&T Center, en San Antonio (Texas)        |

## Camino hacia la Final de la NBA
La trayectoria en las eliminatorias de playoffs de ambos equipos ha sido: 
|       | Equipo            | 1ª Ronda                      | Semifinal de Conferencia           | Final de Conferencia              |
| ----- | ----------------- | ----------------------------- | ---------------------------------- | --------------------------------- |
| ESTE  | Miami Heat        | Ganó a Charlotte Bobcats, 4-0 | Ganó a Brooklyn Nets, 4-1          | Ganó a Indiana Pacers, 4-2        |
| OESTE | San Antonio Spurs | Ganó a Dallas Mavericks, 4-3  | Ganó a Portland Trail Blazers, 4-1 | Ganó a Oklahoma City Thunder, 4-2 |

## Partidos de la Final

### Partido 1
| 5 de junio                      | Miami Heat                                              | 95–110                                | San Antonio Spurs                                                    | |  |  |
| 9:00 p. m.                      | Parciales: 20–26, 29–28, 29–20, 17–36                   | Parciales: 20–26, 29–28, 29–20, 17–36 | Parciales: 20–26, 29–28, 29–20, 17–36                                | |  |  |
|                                 | Estadísticas LeBron James 25 Chris Bosh 9 Norris Cole 5 | Reporte Pts Reb Asts                  | Estadísticas Tim Duncan 21 Duncan, Diaw 10 cada uno Manu Ginóbili 11 | Pabellón: AT&T Center, San Antonio, Texas Asistencia: 18 581 espectadores Árbitros: Scott Foster, Marc Davis, Ken Mauer Televisión: ABC |  |  |
| San Antonio lidera la serie 1–0 |                                                         |                                       |                                                                      | |  |  |
|                                 |                                                         |                                       |                                                                      | |  |  |

### Partido 2
| 8 de junio            | Miami Heat                                                             | 98–96                                 | San Antonio Spurs                                       | |  |  |
| 8:00 p. m.            | Parciales: 19–26, 24–17, 34–35, 21–18                                  | Parciales: 19–26, 24–17, 34–35, 21–18 | Parciales: 19–26, 24–17, 34–35, 21–18                   | |  |  |
|                       | Estadísticas LeBron James 35 LeBron James 10 Wade, Chalmers 4 cada uno | Reporte Pts Reb Asts                  | Estadísticas Tony Parker 21 Tim Duncan 15 Tony Parker 7 | Pabellón: AT&T Center, San Antonio, Texas Asistencia: 18 581 espectadores Árbitros: Dan Crawford, James Capers, Jason Phillips Televisión: ABC |  |  |
| Series empatadas, 1–1 |                                                                        |                                       |                                                         | |  |  |
|                       |                                                                        |                                       |                                                         | |  |  |

### Partido 3
| 10 de junio                     | San Antonio Spurs                                                   | 111–92                                | Miami Heat                                                                     | |  |  |
| 9:00 p. m.                      | Parciales: 41-25, 30-25, 15-25, 25-17                               | Parciales: 41-25, 30-25, 15-25, 25-17 | Parciales: 41-25, 30-25, 15-25, 25-17                                          | |  |  |
|                                 | Estadísticas Kawhi Leonard 29 Tim Duncan 6 Parker, Mills 4 cada uno | Reporte Pts Reb Asts                  | Estadísticas James, Wade 22 cada uno James, Andersen 5 cada uno LeBron James 7 | Pabellón: American Airlines Arena, Miami, Florida Asistencia: 19 900 espectadores Árbitros: Monty McCutchen, Tony Brothers, Zach Zarba Televisión: ABC |  |  |
| San Antonio lidera la serie 2–1 |                                                                     |                                       |                                                                                | |  |  |
|                                 |                                                                     |                                       |                                                                                | |  |  |

### Partido 4
| 12 de junio                     | San Antonio Spurs                         | 107–86                                | Miami Heat                               | |  |  |
| 10:00 p. m.                     | Parciales: 26-17, 29-19, 26-21, 26-29     | Parciales: 26-17, 29-19, 26-21, 26-29 | Parciales: 26-17, 29-19, 26-21, 26-29    | |  |  |
|                                 | Estadísticas Leonard 20 Leonard 14 Diaw 9 | Reporte Pts Reb Asts                  | Estadísticas James 28 James 8 Chalmers 5 | Pabellón: American Airlines Arena, Miami, Florida Asistencia: 19 900 espectadores Árbitros: Joe Crawford, Mike Callahan, Tom Washington Televisión: ABC |  |  |
| San Antonio lidera la serie 3–1 |                                           |                                       |                                          | |  |  |
|                                 |                                           |                                       |                                          | |  |  |

### Partido 5
| 15 de junio                   | Miami Heat                             | 87–104                                | San Antonio Spurs                         | |  |  |
| 8:00 p. m.                    | Parciales: 29-22, 11-25, 18-30, 29-27  | Parciales: 29-22, 11-25, 18-30, 29-27 | Parciales: 29-22, 11-25, 18-30, 29-27     | |  |  |
|                               | Estadísticas James 31 James 10 James 5 | Reporte Pts Reb Asts                  | Estadísticas Leonard 22 Leonard 10 Diaw 6 | Pabellón: AT&T Center, San Antonio, Texas Asistencia: 18 581 espectadores Árbitros: Marc Davis, Ken Mauer, Scott Foster Televisión: ABC |  |  |
| San Antonio gana la serie 4–1 |                                        |                                       |                                           | |  |  |
|                               |                                        |                                       |                                           | |  |  |